# Bomb Busters
Bomb Busters est un jeu de société créé par Hisashi Hayashi et illustré par Dom2D, sorti en 2024 et édité par Cocktail Games. Il a remporté le Spiel des Jahres en Allemagne en 2025.

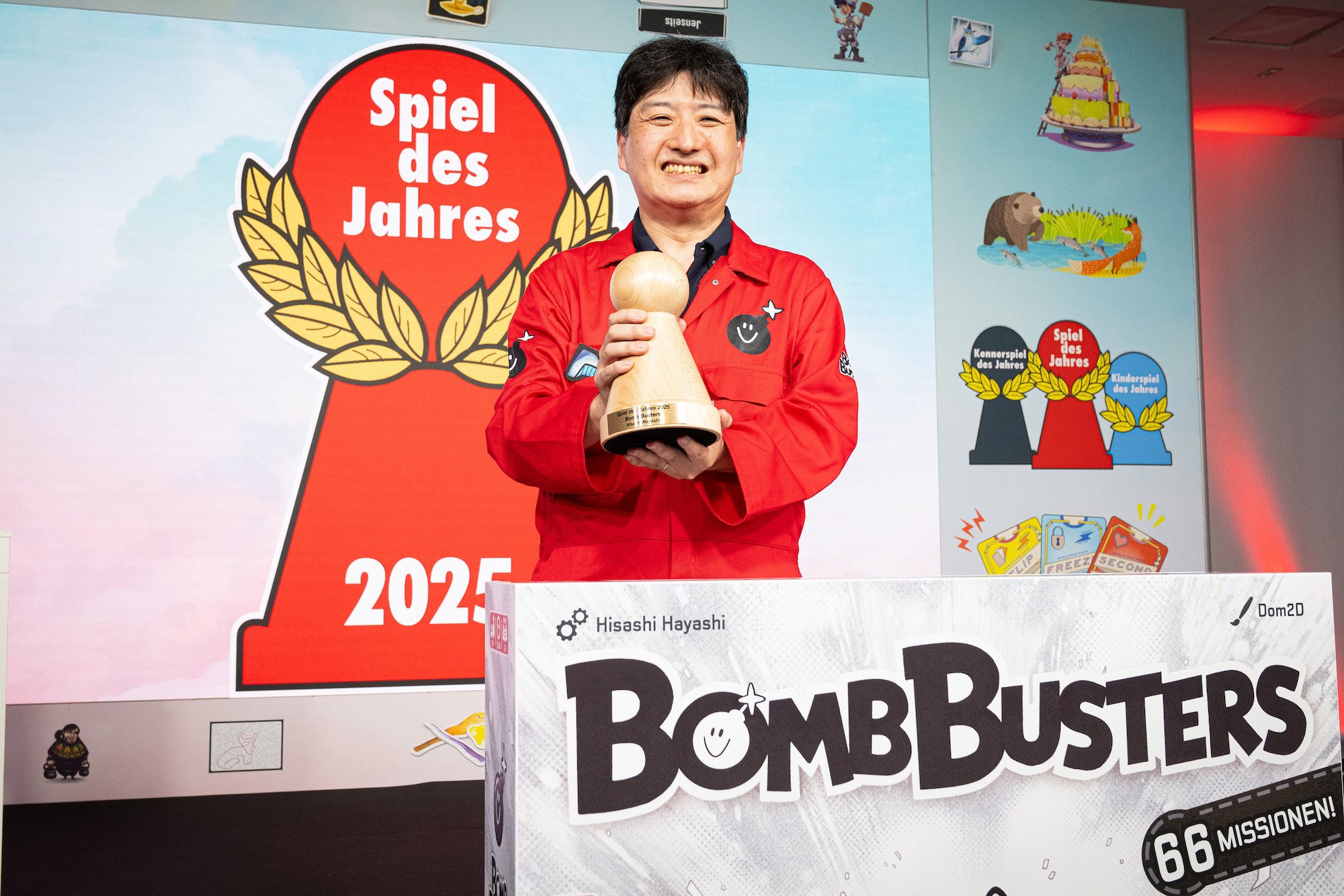
Hisashi Hayashi

## Présentation
Bomb Busters est un jeu coopératif, de logique, de déduction et de communication non-verbale. Les joueurs incarnent une équipe de démineurs. Il contient 66 scénarios uniques modifiants les règles et ajoutant du contenu. Le jeu est d'abord paru au Japon en version plus minimaliste sous le titre de Bomb Squad chez OKAZU.

## Règles du jeu

### Résumé du fonctionnement
Chaque joueur détient des tuiles numérotées qui symbolisent des "fils". À leur tour, les joueurs essaient de deviner le numéro d'un coéquipier pour l'associer à l'un de leurs propres fils et former une paire.
Si la paire est correcte, les fils sont considérés "coupés", mais si elle est fausse, le compteur du détonateur avance. Pour l'emporter, l'équipe doit couper tous les fils sans révéler de tuile "bombe" et sans commettre trop d'erreurs. Le jeu est centré sur la déduction, qui s'appuie sur l'ordre croissant des fils ainsi que sur les effets des cartes personnages et des cartes équipements.

### But du jeu
Dans Bomb Busters chaque joueur incarne un démineur d’une seule et même équipe. Le but est de désamorcer ensemble la bombe de la mission choisie sans faire trop d'erreurs ou faire exploser la bombe.

### Contenu du jeu
Le jeu propose 66 missions et la boite se compose de :
- 70 tuiles Fil : 48 fils bleus (de 1 à 12, chacun en 4 exemplaires) + 11 fils rouges + 11 fils jaunes
- 17 cartes (12 cartes Equipement + 5 cartes Personnage)
- 1 plateau de jeu, 5 supports pour tuiles, 40 jetons (28 jetons Info, 12 jetons Validation, 2 étiquettes), 7 pions
- 8 grandes cartes Mission
- 5 boites "Surprise" à ouvrir au fil du jeu avec de nouvelles cartes missions et du nouveau matériel

### Déroulement d'une partie

#### Mise en place
Au début d'une partie, une mission est choisie (les missions sont de plus en plus difficiles) ainsi qu'un Capitaine. Chacun prend une carte Personnage et place son/ses supports de tuiles devant soi. Les tuiles Fil (bleus + les potentielles rouges/jaunes) sont mélangées face cachée puis toute distribuées entre les supports des joueurs. Pour chaque support, chacun les trie ensuite de la plus petite à la plus grande. Les Equipements et les jetons sont ensuite placés sur le plateau et le détonateur est positionné selon le nombre de joueurs.
Pour finir la mise en place, en commençant par le Capitaine, chaque démineur donne une indication sur son jeu en plaçant un jeton Info de son choix devant un des fils bleus de son jeu.

#### Le jeu
Les démineurs jouent en sens horaire en commençant par le Capitaine. A son tour, le démineur actif doit couper un fil de son jeu avec un fil de valeur identique d'un coéquipier. Pour se faire, il devra déduire où se trouve la valeur cherchée et désigner une tuile Fil sur le support d'un coéquipier. Si c'est bon, les deux tuiles Fil sont révélées et posées devant leur support respectif mais si c'est faux, le détonateur avance d'un cran.

#### Equipements
Pour aider les démineurs, le jeu propose des équipements personnels ainsi que des cartes Equipements. Chaque Equipement a un pouvoir spécial. Il existe aussi des jetons Validation pour aider à la déduction.

#### Fin du jeu
La mission est un succès quand plus aucun démineur n’a de tuiles Fil dans son jeu. En cas de défaite (fil rouge coupé ou détonateur sur la tête de mort), les joueurs doivent recommencer la mission.
Après la mission 8, les démineurs peuvent ouvrir la première boite "surprise" (Missions 9-19) et doivent alors continuer les missions pour ouvrir les autres boites "surprise".

## Récompenses
| Année | Cérémonie            | Catégorie                 | État       | Références |
| ----- | -------------------- | ------------------------- | ---------- | ---------- |
| 2024  | The Dice Tower Award | Seal of excellence        | Récompensé | [ 5 ]      |
| 2024  | The Dice Tower Award | Jeu de l'année            | Nommé      | [ 6 ]      |
| 2024  | The Dice Tower Award | Meilleur jeu coopératif   | Récompensé | [ 7 ]      |
| 2024  | The Dice Tower Award | Jeu le plus innovant      | Récompensé | [ 7 ]      |
| 2024  | The Dice Tower Award | Meilleur jeu de stratégie | Nommé      | [ 6 ]      |
| 2024  | Swiss Gamers Award   | Jeu de l'année            | Nommé      |            |
| 2024  | Golden Geek Awards   | Jeu le plus innovant      | Nommé      |            |
| 2024  | Golden Geek Awards   | Jeu léger de l'année      | Nommé      |            |
| 2024  | Golden Geek Awards   | Meilleur jeu coopératif   | Nommé      |            |
| 2025  | Spiel des Jahres     | Jeu de l'année            | Récompensé | [ 2 ]      |